# Valeri Milosérdov
Valeri Vladímirovich Milosérdov (en ruso: Валерий Владимирович Милосердов; 11 de agosto de 1951 - 26 de enero de 2015) fue un jugador soviético de baloncesto. Consiguió 6 medallas en competiciones internacionales con la Unión Soviética. 

## Trayectoria
- 1970-1982 CSKA Moscú